# Defensa Budapest
|       |       |       |       |       |       |       |       |       |  |
|       | a8 rd | b8 nd | c8 bd | d8 qd | e8 kd | f8 bd | g8    | h8 rd |  |
| a7 pd | b7 pd | c7 pd | d7 pd | e7    | f7 pd | g7 pd | h7 pd |       |  |
| a6    | b6    | c6    | d6    | e6    | f6 nd | g6    | h6    |       |  |
| a5    | b5    | c5    | d5    | e5 pd | f5    | g5    | h5    |       |  |
| a4    | b4    | c4 pl | d4 pl | e4    | f4    | g4    | h4    |       |  |
| a3    | b3    | c3    | d3    | e3    | f3    | g3    | h3    |       |  |
| a2 pl | b2 pl | c2    | d2    | e2 pl | f2 pl | g2 pl | h2 pl |       |  |
| a1 rl | b1 nl | c1 bl | d1 ql | e1 kl | f1 bl | g1 nl | h1 rl |       |  |
|       |       |       |       |       |       |       |       |       |  |

Defensa Budapest

El Gambito de Budapest o Defensa Budapest (ECO A51-A52) es una apertura de ajedrez que comienza con los movimientos:
1.d4 Cf6
2.c4 e5
A pesar de debutar tempranamente ya en 1896, el Gambito de Budapest solo empezó a recibir atención de parte de jugadores prominentes después que el Gran Maestro Milan Vidmar, jugando con las negras, derrotara con esta apertura a Akiba Rubinstein en 1918.  La apertura experimentó un aumento en su popularidad a principios de los años 1920, pero hoy en día solo rara vez se juega a nivel superior. Experimenta un porcentaje más bajo de tablas que otras líneas principales, pero también un rendimiento general más bajo para las negras.
Después de 3.dxe5, las negras pueden intentar la variante Fajarowicz 3 ...Ce4, concentrándose en el rápido desarrollo de las piezas, pero la jugada más común es 3 ...Cg4 con tres posibilidades principales para las blancas. La variante Adler, 4.Cf3, ve a las blancas buscando una ventaja de espacio en el centro con sus piezas, notablemente la importante casilla d5. La variante Alekhine 4.e4 le da a las blancas una importante ventaja espacial y un fuerte peón central. La variante Rubinstein 4.Af4 conduce, después de 4 ...Cc6 5.Cf3 Ab4+, a una elección importante para las blancas entre 6.Cbd2 y 6.Cc3. La respuesta 6.Cbd2 trae un juego posicional en el que las blancas disfrutan de la pareja de alfiles e intentan abrirse paso por el costado de la dama, mientras que 6.Cc3 mantiene la ventaja  material de un peón a costa de un debilitamiento de la estructura de peones blanca. Las negras generalmente parecen tener un juego agresivo (muchas líneas pueden sorprender a los oponentes que no conocen la teoría) o paralizar la estructura de peones de las blancas.
El Gambito de Budapest contiene varios temas estratégicos específicos. Después de 3.dxe5 Cg4, hay una batalla en e5 por el peón extra de las blancas, donde las negras suelen atacar con ...Cc6 y (después de ...Ac5 o ...Ab4+) ... De7, mientras que las blancas a menudo defienden con Af4, Cf3 y, a veces, con Dd5. En la variante 4.Cf3, el juego puede evolucionar con negras atacando el costado del rey de las blancas con maniobras como poner la torre frente a la línea de peones, o con las blancas atacando el flanco del rey de las negras avanzando f2-f4, en cuyo caso las negras reaccionan en el centro contra el peón en e3. En numerosas variantes, el movimiento c4-c5 permite a las blancas ganar espacio y abrir perspectivas para su alfil que corre en las casillas claras. Para las negras, el jaque Bf8–b4 + a menudo permite un desarrollo rápido.
La Defensa Budapest (ECO A51-A52) es una forma muy interesante de enfrentarse a 1.d4. Su mayor valor es el de la sorpresa. Proporciona partidas tácticas en las que los jugadores de partidas cerradas suelen encontrarse incómodos. En principio tiene el espíritu de los gambitos, pero hay que saber jugarlo muy bien, ya que la pérdida de tiempo del blanco no es inmediata. Particularmente es interesante la variante conocida como gambito Fajaróvic, ya que obliga a encontrar la difícil jugada a3, pues de lo contrario el negro podrá terminar con ventaja. No obstante, jugada con lógica el blanco puede obtener ventaja. No es defensa para espíritus pusilánimes, el negro debe estar dispuesto a encontrar las variantes de ataque más imaginativas.

## Línea principal
1.d4 Cf6
2.c4 e5
1.d4 Cf6 2.c4 e5 3.dxe5 Cg4
1.d4 Cf6 2.c4 e5 3.dxe5 Cg4 4.e4
1.d4 Cf6 2.c4 e5 3.dxe5 Cg4 4.e4 Cxe5 5.f4 Cec6
1.d4 Cf6 2.c4 e5 3.dxe5 Cg4 4.e4 d6
1.d4 Cf6 2.c4 e5 3.dxe5 Cg4 4.Cf3
1.d4 Cf6 2.c4 e5 3.dxe5 Cg4 4.Af4
1.d4 Cf6 2.c4 e5 3.dxe5 Ce4 Gambito Fajaróvich
1.d4 Cf6 2.c4 e5 3.dxe5 Ce4 4.a3
1.d4 Cf6 2.c4 e5 3.dxe5 Ce4 4.Dc2